# 1962 v loďstvech
Tento článek obsahuje významné události v oblasti loďstev v roce 1962.

## Lodě vstoupivší do služby
- 26. února –  HMS Tartar (F133) – fregata Typu 81 Tribal

- 5. května –  Carlo Margottini (F595) – fregata třídy Carlo Bergamini

- 29. května –  USS Permit (SSN-594) – ponorka třídy Thresher

- 23. června –  Carlo Bergamini (F593) – fregata třídy Carlo Bergamini

- 9. října –  HMS Nubian (F131) – fregata Typu 81 Tribal

- 10. října –  Virgilio Fasan (F5974) – fregata třídy Carlo Bergamini

- 21. listopadu –  USS Plunger (SSN-595) – ponorka třídy Thresher